# توشينوبو كاتسويا
توشينوبو كاتسويا (勝矢 寿延) (ولد 2 سبتمبر 1961) هو لاعب كرة قدم ياباني سابق، شارك في كأس آسيا 1992.

## روابط خارجية
- توشينوبو كاتسويا على موقع الاتحاد الدولي (مؤرشف)  (الإنجليزية)
- توشينوبو كاتسويا على موقع رابطة كرة القدم اليابانية للمحترفين (اليابانية)
- توشينوبو كاتسويا على موقع قاعدة بيانات كرة القدم.إي يو (الإنجليزية)
- توشينوبو كاتسويا على موقع ناشيونال فوتبول تيمز (الإنجليزية)
- توشينوبو كاتسويا على موقع عالم كرة القدم.نت (الإنجليزية)

1. ↑  Mamrud, Roberto. "Japan - Record International Players". مؤسسة إحصاءات وثيقة لرياضة كرة القدم. مؤرشف من الأصل في 2019-03-21. اطلع عليه بتاريخ 2009-05-19.